# Maurice Chevalier
Maurice Chevalier (Párizs, 1888. szeptember 12. – Párizs, 1972. január 1.) francia sanzonénekes, filmszínész; a maga korában a francia dalműfaj leghíresebb alakja.

## Élete
1888. szeptember 12-én született Párizsban, egy szobafestő kilencedik gyermekeként. Tizenegy évesen hagyott fel a nem túl nagy lelkesedéssel folytatott iskolai tanulmányaival. Chevalier 12 éves korától (1900) kezdve fellépett kabarékban. 1908-ban a Folies Bergère-ben, 1909-1913 között Mistinguett partnerként a Casino de Paris-ban szerepelt, attól fogva nemzetközileg is ismert lett. 1914-ben, az első világháború kitörése után vonult be katonának. A fronton megsebesült és hadifogságba esett. A fogolytáborban tanult meg angolul. Hazatérése után folytatta a munkát, ahol abbahagyta. 1925-ben énekelte el a Valentine című dalt, amely élete végéig védjegye maradt. Vendégszerepelt a világ sok országában. 1927-től kezdve játszott filmekben.
1928-ba költözött Amerikába, ahol a nézők a csinos és bájos Jeanette MacDonald oldalán kedvelték meg, az Örök szerelem és The Big Pond című közös filmjükért Oscar-díjra is jelölték. Munkakapcsolatuk azonban különféle okokból hamar véget ért.
1935-ben végleg hazaköltözött, állítólag azért, mert azon bőszült fel, hogy a stúdiók csak mellékszerepet ajánlottak neki. Párizsban ismét a kabarék királya lett. Franciaország német megszállása után sem vonult vissza, sőt a francia hadifoglyok szabadon bocsátásáért cserébe Németországban is fellépett. Ezért később azzal vádolták, hogy kollaboráns volt, s bár felmentették, az angolszász országokba még évekig nem kapott beutazási vízumot. Chevalier sokáig egyszemélyes show-műsorral járta a világot, majd 1957-ben visszatért Hollywoodba. Billy Wilder Délutáni szerelem című vígjátékában remekelt, a Kánkán, a Fanny és a Gigi című filmekben, az utóbbiakban két betétdalt külön az ő számára írtak. 1959-ben a fél évszázados pályafutásáért tiszteletbeli Oscar-díjat kapott. 1967-ben játszott utoljára a Majmok, menjetek haza című komédiában, ezután 1970-ben az Macskarisztokraták című Disney-rajzfilm főcímdalának eléneklésével búcsúzott el Hollywoodtól.
80 évesen, a párizsi Lidóban adott önálló estjén állt utolsó alkalommal a színpadon. Megromlott egészsége miatt vissza kellett vonulnia, de szavai szerint élete végéig minden este a műsorára készült. 1971. december 13-án került kórházba, vese elzáródása miatt. 1972. január 1-jén halt meg Párizsban, 83 éves korában.
Sírja Marnes-la-Coquette temetőjében található, Hauts-de-Seine megyében, Párizs mellett.

## Filmjei
- Majmok, menjetek haza! (1967)
- I′d Rather Be Rich (1964)
- Panic Button (1964)
- Egy újfajta szerelem (1963)
- Grant kapitány gyermekei (1962)
- Jessica (1962)
- Fanny (1961)
- 1-2-3-4 ou Les collants noirs (1961)
- A botrány szele (1960)
- Kánkán (1960)
- Pepe (1960)
- Count Your Blessings (1959)
- Gigi (1958)
- Délutáni szerelem (1957)
- J′avais sept filles (1954)
- Cento anni d′amore (1954)
- Ma pomme (1950)
- Le roi (1949)
- Hallgatni arany (1947)
- Csapda (1939)
- Break the News (1938)
- L′homme du jour (1937)
- Avec le sourire (1936)
- The Beloved Vagabond (1936)
- Le vagabond bien-aimé (1936)
- Folies Bergère (1935)
- La veuve joyeuse (1935)
- A víg özvegy (1934)
- The Way to Love (1933)
- A Bedtime Story (1933)
- L′amour guide (1933)
- Szeress ma éjjel (1932)
- Une heure près de toi (1932)
- Édes pásztoróra (1932)
- Majomságok (1931)
- A mosolygó hadnagy (1931)
- The Stolen Jools (1931)
- Le petit café (1931)
- Paramount en parade (1930)
- Playboy of Paris (1930)
- Galas de la Paramount (1930)
- La grande mare (1930)
- The Big Pond (1930)
- Királynő férje (The Love Parade, 1929)
- Innocents of Paris (1929)
- L′affaire de la rue de Lourcine (1923)
- Jim Bougne, boxeur (1923)
- Le mauvais garçon (1923)
- Gonzague (1923)

## Magyarul megjelent művei
- Chevalier emlékiratai a külvárostól a Casino de Parisig; ford. Bus Fekete László; Színházi Élet, Bp., 1927 (A Színházi Élet regényei)

## Díjai
- Cecil B. DeMille-életműdíj (1959)

## Fordítás
- Ez a szócikk részben vagy egészben  a   Maurice Chevalier című francia Wikipédia-szócikk fordításán alapul.  Az eredeti cikk szerkesztőit annak laptörténete sorolja fel. Ez a jelzés csupán a megfogalmazás eredetét és a szerzői jogokat jelzi, nem szolgál a cikkben szereplő információk forrásmegjelöléseként.